# Попытка государственного переворота в Гвинее-Бисау (2022)
Попытка военного переворота в Гвинее-Бисау произошла 1 февраля 2022 года в столице Гвинеи-Бисау — городе Бисау. Спустя 5 часов после начала путча президент страны Умару Сисоку Эмбало заявил о его подавлении, отметив, что немалое количество сотрудников сил безопасности погибло и было ранено в ходе «неудавшейся атаки на демократию».
Глава государства высказал мнение о том, что это была попытка убить президента, премьер-министра и весь кабинет министров страны, а также предположил, что лояльная ему армия не была причастна к мятежу.

## Ход событий
1 февраля 2022 года группа неизвестных вооружённых людей в штатском окружила Дом Правительства в Бисау, где, предположительно, должно было начаться заседание Совета министров с участием президента страны Умару Сисоку Эмбало и премьер-министра Нуну Гомеша Набиама, посвящённое подготовке к предстоящему саммиту ЭКОВАС в ответ на произошедший в конце января военный переворот в Буркина-Фасо.
Напавшие заблокировали политиков, в том числе первых лиц государства, в Доме Правительства, после чего началась 5-часовая перестрелка.